# Belisama

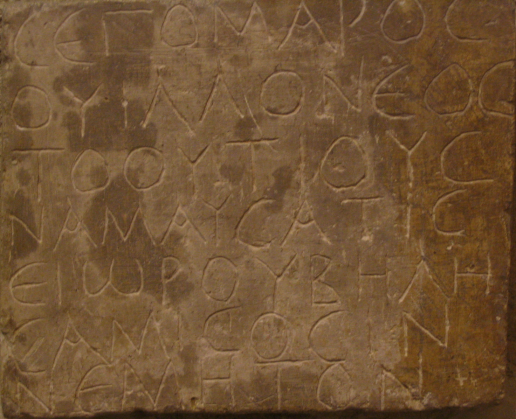
RIG G-172 inscriptie: ϹΕΓΟΜΑΡΟϹ/ ΟΥΙΛΛΟΝΕΟϹ/ ΤΟΟΥΤΙΟΥϹ/ ΝΑΜΑΥϹΑΤΙϹ/ ΕΙωΡΟΥ ΒΗΛΗ/ϹΑΜΙ ϹΟϹΙΝ/ ΝΕΜΗΤΟΝ

Belisama of  Belesama was een godin in de Keltische mythologie, die in Gallië en Britannia werd vereerd. Zij werd in verband gebracht met meren en rivieren, vaartuigen, vuur, en licht. Belisama werd volgens de Interpretatio Romana met Minerva gelijkgesteld maar ze werd ook met Brigid vergeleken.
Van Belisama werd gezegd dat zij de echtgenote was van Belenus met wie ze bepaalde attributen deelde. Haar naam werd geïnterpreteerd als "zomerse helderheid".
Een Gallische inscriptie die in Vaison-la-Romaine in de Provence is teruggevonden toont aan dat een nemeton aan haar werd toegewezen:
Segomaros Ouilloneos tooutious Namausatis eiōrou Bēlēsami sosin nemēton
"Segomarus Uilloneos, burger [toutius] van Namausus, wijdde dit heiligdom [nemeton] aan Belesama"
Een Latijnse inscriptie uit Saint-Lizier, Aquitania (in de Oudheid, Consoranni) associeert haar met Minerva:
Minervae / Belisamae / sacrum / Q(uintus) Valerius / Montan[us] / [e]x v[oto?]
De Engelse rivier Ribble was onder de naam Belisama bekend in Romeinse tijden. Ptolemeus meldt een Belisama-estuarium met coördinaten die corresponderen met de monding van de Ribble.